# Nuapu (Ort)
Nuapu (Noapu) ist ein osttimoresischer Ort im Suco Atudara (Verwaltungsamt Cailaco, Gemeinde Bobonaro). Er liegt im Westen des Nordterritoriums von Atudara, im Nordwesten der Aldeia Nuapu, auf einer Meereshöhe von 80 m.
Durch den Ort führt die Überlandstraße von Cailacos Hauptort Marko nach Hatolia Vila (Gemeinde Ermera). Nördlich verschwindet der Fluss Lesupu in die Bewässerung der Reisfelder am Nunura im Westen. Südlich eines kleinen Bachlaufs befindet sich das Dorf Biadila, nördlich des Lesupus die Siedlung Maumela (Biateho).